# Certi uomini
(Certi uomini)
Certi uomini è il terzo album di inediti della cantante pop italiana Rita Forte pubblicato nel 1996 dall'etichetta discografica Fonit Cetra.

## Tracce
1. Certi uomini – 3:57 (Luciano Rossi, Adelmo Musso, G.Quattrocchi)
2. Immagina se – 3:39 (Luciano Rossi, Adelmo Musso, G.Quattrocchi)
3. Dopo di te – 3:34 (Luciano Rossi, Adelmo Musso)
4. Parlami d'amore – 3:36 (Luciano Rossi, Adelmo Musso, G.Quattrocchi)
5. Se mi lasci non vale – 3:28 (Luciano Rossi, Gianni Belfiore)
6. Aria e libertà – 4:05 (Luciano Rossi, Adelmo Musso)
7. Giorni – 3:27 (Luciano Rossi, Adelmo Musso, F.Marino)
8. Ad occhi chiusi – 3:48 (Luciano Rossi, Adelmo Musso, G.Quattrocchi)
9. Il vento mosse ancora le foglie – 3:57 (Luciano Rossi, Adelmo Musso, F.Marino)
10. Poeta e un sogno in più – 3:33 (Loriana Lana, Luciano Rossi, Adelmo Musso)

Durata totale: 37:06